# Pyrolusit
Pyrolusit là một khoáng vật bao gồm chủ yếu là oxide mangan MnO2, và thường tụ thành quặng mangan. Nó có màu đen, khoáng vật biểu hiện vô định hình, thường có cấu trúc dạng hạt, dạng sợi hay dạng cột, đôi khi hình thành lớp vỏ reniform. Nó có ánh kim vệt đen hoặc xanh đen, và dễ làm bẩn tay. Trọng lượng riêng là 4,8.
Tên của nó là từ tiếng Hy Lạp "đốt và để rửa", khi đề cập đến việc sử dụng nó như là một cách để loại bỏ sắc thái màu từ thủy tinh.

## Sử dụng

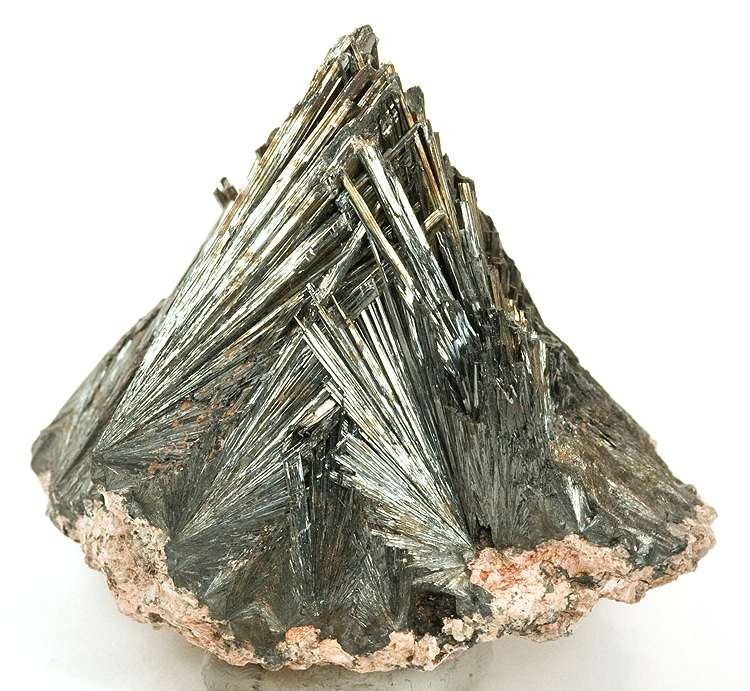
Pyrolusit hình kim xuyên tâm, từ Gremmelsbach ở Triberg vùng Schwarzwald